# Notophryxus lobus
Notophryxus lobus is een pissebed uit de familie Dajidae. De wetenschappelijke naam van de soort werd voor het eerst geldig gepubliceerd in 1977 door Leonard Peter Schultz.